# ناو کلاس اسوتلانا
کروزر کلاس اسوتلانا (به انگلیسی: Svetlana-class cruiser) یک کلاس از کشتی است که طول آن 158.4 m overall می‌باشد.